# Социальная эволюция (биология)
Социальная эволюция —  раздел эволюционной биологии, изучающий эволюционное влияние поведения особи в связи с влиянием на ее контрагентов. Также раздел социологии, посвященный изучению развития социальных систем.

## Социальное поведение
Социальное поведение особей можно классифицировать в соответствии с влиянием  на выгоду для самой особи и ее контрагентов:
- Взаимовыгодное — повышает конкурентоспособность как  действующей особи, так и контрагента.
- Эгоистичное —  выгодное для самой особи, но невыгодное для  контрагента.
- Альтруистическое — поведение, выгодное для контрагента, но связанное с риском для особи.
- Иррационально-злобное — не дающее выгод ни самой особи, ни контрагенту.

Эта классификация была предложена У. Д. Гамильтоном, утверждавшим, что естественный отбор способствует взаимовыгодному или эгоистичному поведению. Идея Гамильтона заключалась в том, чтобы показать, как родственный отбор может объяснить альтруизм и злобу.

## Эволюция социальных систем
Социальная эволюция также рассматривается как часть социальной антропологии в том, что касается эволюции социальных систем и структур.
В 2010 году Гарвардский биолог Э.О. Уилсон, основатель современной социобиологии, предложил новую теорию социальной эволюции. Он утверждал, что традиционный подход, основанный на эусоциальности имеет ограничения, которые он проиллюстрировал на примерах из мира насекомых.